# 아멜리아 맥퀸
아밀리아 매퀸(Armelia McQueen, 영어 발음: /ɑːrˈmiːliə/, 1952년 1월 6일 ~ 2020년 10월 4일)은 미국의 배우이다.

## 영화
- 에디 머피의 라이프 (1999년) - 미시즈 클레이 역
- 이상한 나라의 앨리스 (1991년)
- 사랑과 영혼 (1990년) - 오다 매의 여동생 역
- 죽느냐 사느냐 (1989년)
- 4중주 (1981년)
- 스파클 (1976년)